# Camera dei lord d'Irlanda
La Camera dei lord d'Irlanda fu una camera parlamentare irlandese. Essa fu la prima camera rappresentativa irlandese dall'epoca medioevale sino al 1800 quando, con l'Atto d'Unione, l'Irlanda entrò a far parte ufficialmente del Regno Unito.

## Funzione
La funzione della Camera dei lord irlandese era quella di dibattere e approvare, bloccare o alterare le proposte di legge sottopostegli dalla Camera dei Comuni e proposte dal lord deputato d'Irlanda in nome del monarca.
La Camera dei lord era presieduta dal lord cancelliere, che sedeva su un divano imbottito di lana proveniente dalle tre terre di Inghilterra, Irlanda e Scozia. All'apertura della sessione governativa tutti i membri del parlamento venivano convocati presso la Camera dei lord dal Black Rod, un ufficiale reale il quale aveva il compito di guidarli ad ascoltare il discorso dal trono tenuto dal lord luogotenente d'Irlanda, massimo rappresentante del monarca in Irlanda che sedeva su un trono apposito.
Le prime riunioni della Camera dei lord irlandese si tenevano al Castello di Dublino tra il XVI e XVII secolo, sino all'apertura del Palazzo del Parlamento irlandese nel XVIII secolo.

## Storia
La Camera dei lord irlandese ebbe origine da un gruppo di baroni della signoria d'Irlanda che normalmente erano limitati dal Pale, un'area variabile attorno a Dublino soggetta alle leggi inglesi. Ebbero modo di prendere parte non come una camera separata ma come un gruppo indipendente alla prima sessione del parlamento irlandese nel 1297. Con la fondazione del Regno d'Irlanda nel 1542 i lord, incluso un grande numero di nuovi signori gaelici e normanni, promossero ancora maggiormente la necessità di intensificare il ruolo della locale Camera dei lord.
La Camera dei lord riflesse nel corso dei secoli anche le divisioni in quanto all'epoca del Patriot Parliament nel 1689 la maggioranza dei lord era rimasta cattolica, mentre l'amministrazione e la maggioranza dei deputati della Camera dei Comuni irlandese era anglicana. Dal 1632 George Calvert stabilì delle colonie in Newfoundland e Maryland. Nel 1634 la campagna per assicurare le riforme conosciute come The Graces all'Irlanda esplose. Gran parte dei lord irlandesi persero i loro titoli dopo la partecipazione alla ribellione del 1641 e durante il Commonwealth di Cromwell. Questi lord spodestati, riottennero i loro titoli (ma non i loro possedimenti), dopo la restaurazione del 1660 con l'Act of Settlement 1662. Altri lord persero ancora i loro titoli durante la guerra guglielmita (1689-1891), anche se pochi di essi riottennero poi le loro terre nel XVIII secolo.
All'epoca dell'abolizione della camera nel 1800 molti titolati erano di antica origine come i lord Kingsale, creati nel 1397, o i visconti Gormanston dal 1478. Il più antico tra i titoli presenti era quello di conte di Kildare che era stato creato nel 1316.
A seguito dell'Atto d'Unione del 1800, la Parìa d'Irlanda ebbe il diritto di inviare 28 rappresentanti eletti a vita dagli stessi Pari d'Irlanda col grado di "representative peers" alla Camera dei lord del Regno Unito. Questa pratica venne abolita definitivamente nel 1922 con la fondazione del nuovo Stato Libero d'Irlanda, anche se gli eletti continuarono a farne parte fino alla morte, l'ultimo dei quali morì nel 1961 (al loro posto nel 1920 si stabilì che il nuovo Senato irlandese di 64 membri totali avrebbe dovuto contare 16 pari eletti tra quelli effettivamente residenti in Irlanda ma tale norma fu modificata già nel 1922). Altri pari irlandesi come Robert Clive, I barone Clive e lord Curzon, riuscirono a continuare ad esser membri nella Camera dei lord del Regno Unito perché titolati anche nella Parìa del Regno Unito.
Inoltre i Pari d'Irlanda continuarono ad avere la possibilità di essere eletti alla Camera dei comuni di Westminster (come prima del 1800 quando era possibile essere contemporaneamente membri della Camera bassa inglese e di quella alta irlandese come fece, per esempio, tra 1784 e 1797 Richard Wellesley, I marchese Wellesley, allora Il conte di Mornington), a differenza degli altri Pari, il più famoso nel XIX secolo fu il primo ministro britannico, Henry John Temple, III visconte Palmerston.
Attualmente la Camera dei lord irlandese come struttura esiste ancora al College Green di Dublino, stabile che oggi ospita gli uffici commerciali della Bank of Ireland.